# The Love Factory
The Love Factory #3 Pippo Delbono – Bisogna Morire ist ein Dokumentarfilm über ein Gespräch, das Luca Guadagnino 2008 mit dem italienischen Schauspieler und Regisseur Pippo Delbono geführt hat.

## Inhalt
Überwiegend in Nahaufnahmen gefilmt, dokumentiert der Film ein persönliches Gespräch, das die beiden Filmregisseure miteinander geführt haben. Delbono spricht dabei ein breites Spektrum von unterschiedlichen Themen an: Tod und Leben, die Liebe, Politik und Religion, auch Privates, wie Umzüge und Diäten. Außerdem geht er auf die Genese seiner Theaterproduktion La menzogna ein, die  2008 in Turin in der Fonderie Limone di Moncalieri uraufgeführt und dann 2009 in Avignon präsentiert wurde.

## Produktion und Veröffentlichung
Das Gespräch wurde mit der Kamera von Federico Contarini aufgenommen, hat eine Länge von 61 Minuten und wurde auf Mini DVD produziert. 
Für den Sound verantwortlich war Alessandro Romano, der in gleicher Funktion auch an Guadagninos Film I Am Love beteiligt war. Pippo Delbono wurde 2009 von Guadagnino mit der Rolle des Tancredi Recchi in seinem Film I Am Love betraut. 
Premiere des Films war am 14. November 2008 am Torino Film Festival, wo er für den besten italienischen Dokumentarfilm nominiert war.